# سرزمین اوباش
سرزمین اوباش (به انگلیسی: Mob Land) یک فیلم مهیج جنایی آمریکایی محصول سال ۲۰۲۳ است که به نویسندگی و کارگردانی نیکلاس ماجیو ساخته شده‌است. این فیلم نخستین تجربهٔ کارگردانی بلند ماجیو به‌شمار می‌رود. در این فیلم شایلو فرناندز، استیون دورف، اشلی بنسون، کوین دیلون و جان تراولتا ایفای نقش کرده‌اند. شرکت سبن فیلمز این فیلم را در ۴ اوت ۲۰۲۳ منتشر کرد.

## داستان
در دل منطقهٔ دیکسی، در شهری کوچک که با ویرانی‌های ناشی از اعتیاد دست‌وپنجه نرم می‌کند، کلانتر محلی تلاش می‌کند آرامش را حفظ کند، آن‌هم زمانی که شلبی، مردی ناامید که برای خانواده‌اش می‌جنگد، همراه با باجناق بی‌احتیاطش، تری، به یک مرکز تولید و توزیع غیرقانونی قرص حمله می‌کند. اما این سرقت که قرار بود آسان باشد، به شکلی خشونت‌بار پیش می‌رود و همین موضوع پای یک عامل انتقام‌جوی مافیای نیواورلئان را به ماجرا باز می‌کند، کسی که خانوادهٔ شلبی، به‌ویژه همسر و دخترش را تهدید می‌کند.

## بازیگران
شایلو فرناندز در نقش شلبی کانرز، همسر کارولاین
جان تراولتا در نقش بادی دیویس، کلانتر محلی
کوین دیلون در نقش تری، برادر کارولاین و باجناق شلبی
استیون دورف در نقش کلیتون ماینر، عامل اجرایی مافیای نیواورلئان
اشلی بنسون در نقش کارولاین کانرز، همسر شلبی
تیا دی‌مارتینو در نقش میلا کانرز، دختر کارولاین و شلبی
تیموتی وی. مورفی در نقش بن، معاون کلانتر
رابرت میانو در نقش الیس
دبرا نلسون در نقش خانم ویتنی
امیلی ترمین فرناندز در نقش کیسی

## تولید
در مه ۲۰۲۲، حضور جان تراولتا، استیون دورف، اشلی بنسون، کوین دیلون و شایلو فرناندز در نخستین فیلم بلند نیکلاس ماجیو که عنوان اولیه‌اش American Metal بود، اعلام شد. فیلم‌برداری اصلی تا ماه مه ۲۰۲۲ در ایالت جورجیا به پایان رسید. شرکت سبن فیلمز حقوق پخش این فیلم را در جشنواره فیلم کن ۲۰۲۲ خریداری کرد. این فیلم بعدها به Mob Land (سرزمین اوباش) تغییر عنوان داد.

## اکران
سرزمین مافیایی توسط سبن فیلمز در ۴ اوت ۲۰۲۳ اکران شد.

### گیشه
تا تاریخ ۷ اکتبر ۲۰۲۳، فروش سرزمین اوباش در بریتانیا به ۱۷۱ دلار رسیده‌است.

### بازخورد منتقدان
الگو:Rotten Tomatoes prose این فیلم در متاکریتیک که از میانگین وزنی استفاده می‌کند، بر اساس نظر ۶ منتقدین امتیاز ۴۷ از ۱۰۰ را کسب کرده که نشان‌گر «نقدهای مختلط یا متوسط» است.